# خدیجه عبوده
خدیجه عبوده (انگلیسی: Khadija Abbouda؛ زادهٔ ۱۴ ژوئن ۱۹۶۸) کماندار اهل مراکش است. وی در بازی‌های المپیک تابستانی ۲۰۰۸ شرکت کرده‌است.